# Natri hexafluoroaluminat(III)
Hexafluoroaluminat natri hay hexafluoroaluminat trinatri (công thức hóa học: Na3AlF6 hay 3NaF·AlF3) là một hợp chất vô cơ dạng bột không mùi, màu trắng, là dạng tổng hợp nhân tạo của cryolit. Nó là một hợp chất ổn định mặc dù bị phân hủy khi cho phản ứng với nhôm oxide (Al2O3) hay natri oxide (Na2O).
Các điều kiện/chất cần tránh: nhiệt độ cao do bị phân hủy và các acid mạnh.

## Ứng dụng
Hợp chất này được dùng trong sản xuất một số loại thuốc trừ sâu (dưới số CAS 15096-52-3), trong công nghiệp sản xuất thủy tinh và một số loại men gốm sứ, cũng như dùng làm dung môi để hòa tan boxide ở nhiệt độ 900–1.000 ℃ trong sản xuất nhôm bằng điện phân.

## Lưu ý
Phơi nhiễm cấp tính: Nếu nuốt phải, hợp chất này có thể gây buồn nôn hay nôn mửa, chuột rút và tiêu chảy. Một lượng lớn có thể ảnh hưởng tới hệ hô hấp, bàng quang, thận và tim. Khi bị tiếp xúc vào da, hóa chất này có thể gây dị ứng và trong trường hợp nghiêm trọng hơn là phát ban. Tiếp xúc với mắt hay hít phải bụi chứa chất này gây ra dị ứng.
Phơi nhiễm kinh niên: Có liên quan tới tình trạng lão suy và bệnh Alzheimer.
Xem các quy định về an toàn hóa chất tại đây Lưu trữ ngày 27 tháng 9 năm 2007 tại Wayback Machine